# Mikroskop polaryzacyjny

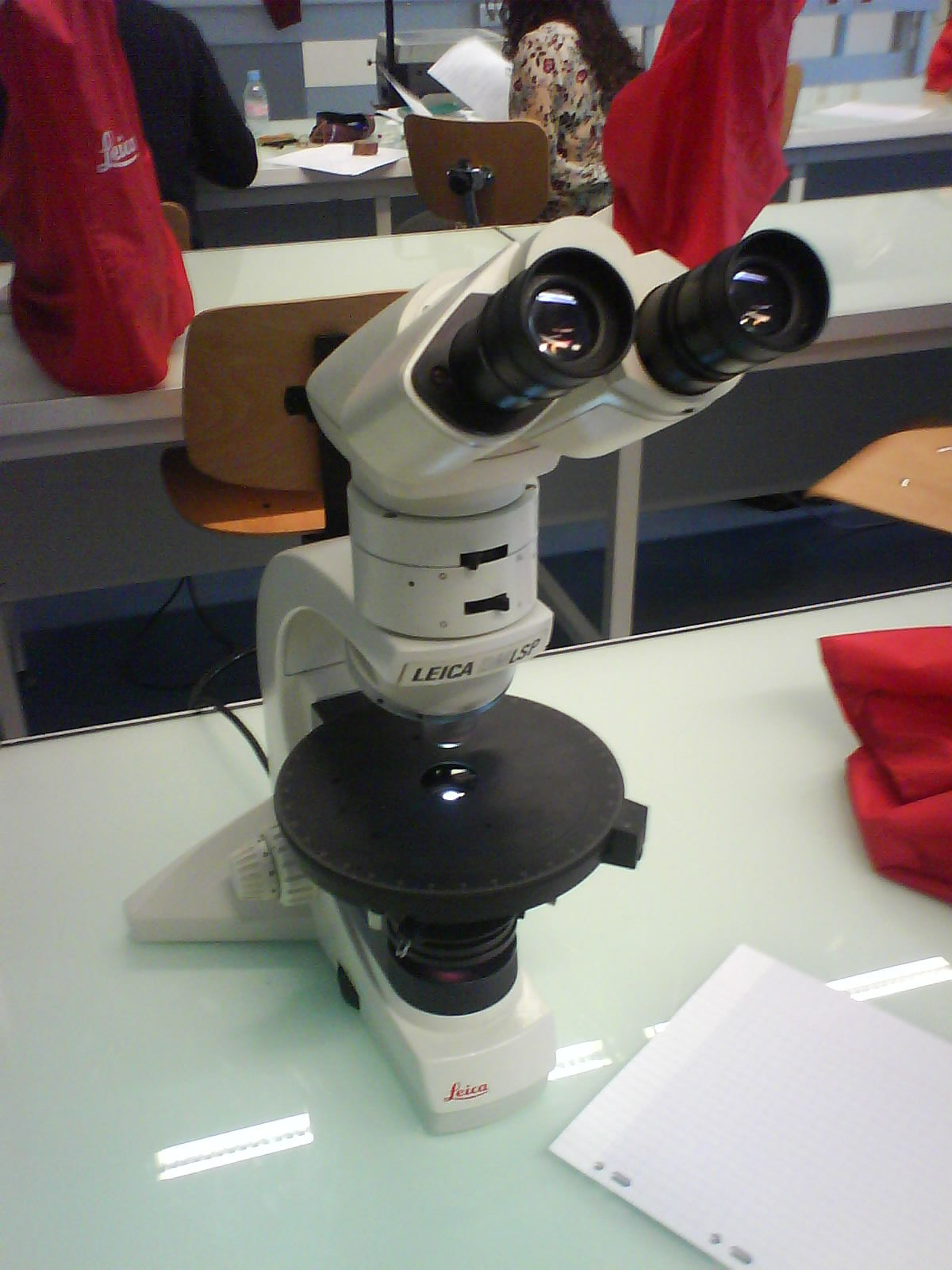
Mikroskop polaryzacyjny

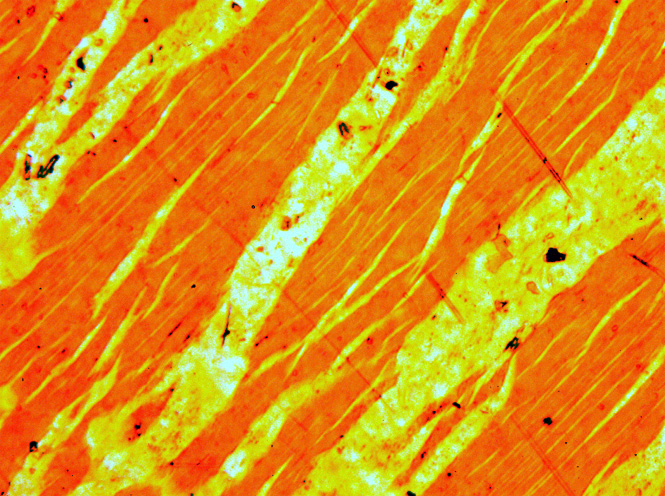
Obraz fragmentu skalenia sodowo-potasowego o rozmiarach 0,4 mm uzyskany w mikroskopie polaryzacyjnym

Mikroskop polaryzacyjny – mikroskop optyczny używany do badań obiektów anizotropowych w świetle spolaryzowanym. 
Został skonstruowany przez H. F. Tabolta w 1834 r.

## Zasada działania
Działanie mikroskopu polaryzacyjnego jest oparte na zjawisku dwójłomności substancji, w których występuje dalekozasięgowe uporządkowanie cząsteczek. Mikroskop ten posiada między okularem i źródłem światła dwa filtry polaryzacyjne. Jeden z nich jest nazywany polaryzatorem i znajduje się między źródłem światła i analizowaną próbką a drugi jest nazywany analizatorem i znajduje się między próbką a tubusem. Polaryzator i analizator przepuszczają tylko tę część światła, która ma ściśle określoną polaryzację. W trakcie obserwacji są one skręcone względem siebie o 90° (są skrzyżowane), co powoduje, że jeśli próbka nie powoduje zmiany stanu polaryzacji światła, to nie może ono przejść przez cały układ. Jeśli próbka jest dwójłomna, to wówczas przynajmniej część światła przechodzi przez analizator (chyba że różnica dróg optycznych jest równa wielokrotności długości fali; całkowite wygaszenie nie zachodzi dla światła polichromatycznego) i dociera do oka obserwatora lub detektora. Płaszczyznę polaryzacji analizatora można zmieniać uzyskując wygaszanie jednych obszarów i rozjaśnienie innych. Towarzyszą temu zazwyczaj efekty barwne, ze względu na to, że zmiana stanu polaryzacji jest różna dla różnych długości światła. Możliwość regulacji analizatora umożliwia to uzyskanie ostrego i skontrastowanego obrazu badanej próbki.

## Zastosowanie
Mikroskop polaryzacyjny stosowany jest m.in. do badania: skał, minerałów, kruszców, preparatów biologicznych, struktury komórek i tkanek, w metalografii, w przemyśle szklarskim i włókienniczym. Zastosowanie znalazł również w badaniu ciekłych kryształów. Umożliwia on obserwowanie zmian fazowych, wyznaczanie temperatur przejść fazowych i pozwala na precyzyjne określanie obszarów występowania danej fazy ciekłego kryształu.